# ÎnTrecerea anilor
ÎnTrecerea anilor este o emisiune de divertisment, prezentată de Mircea Radu și difuzată pe TVR1 în format 16:9 apoi pe TVR HD.